# Lockhartia goyazensis
Lockhartia goyazensis es una especie de orquídea epifita originaria de América.

## Descripción
Es una orquídea de tamaño medio con hábitos de epifita que se encuentra en Brasil.

## Taxonomía
Lockhartia goyazensis fue descrita por Heinrich Gustav Reichenbach y publicado en Botanische Zeitung (Berlin) 10(44): 768. 1852.
Etimología
Lockhartia: nombre genérico otorgado en homenaje a Sir David Lockhart, superintendente del Imperial Jardín Botánico de Trinidad y Tobago, en el siglo XVIII.
goyazensis: epíteto geográfico que alude a su localización en Goias.